# シドニー国際空港地上衝突事故
シドニー国際空港地上衝突事故は1971年1月29日に発生した航空事故。
離陸滑走中のシドニー国際空港発パース空港行きのトランス・オーストラリア航空592便（ボーイング727-76）が、滑走路上にいたCPエア301便（ダグラスDC-8-63）に衝突した。301便は直前にバンクーバー国際空港から到着し、本来なら滑走路から退去していたはずだが、管制からの指示を誤解して滑走路上に留まっていた。301便の垂直尾翼に592便の機体中央部と着陸装置が衝突し、592便は油圧系統を1つを失ったものの、緊急着陸に成功した。
両機の乗員乗客240人に怪我はなかった。

## 事故機

### VH-TJA
トランス・オーストラリア航空592便の機材であった、ボーイング727-76（VH-TJA）は、1964年に初飛行を行っていた。事故により、機体中央部に損傷を負ったものの修理され、運用に復帰した。

### CF-CPQ
CPエア301便の機材であった、ダグラスDC-8-63（CF-CPQ）は1968年に初飛行を行っていた。事故により、垂直尾翼の上部に損傷を負ったものの修理され、運用に復帰した。

## 事故の経緯
現地時間21時29分に、トランス・オーストラリア航空592便は滑走路16までのタキシング許可を管制官から受けた。一方で、21時30分20秒、CPエア301便が滑走路16への計器着陸進入を許可され、乗員はアウター・マーカーで再度報告するよう指示された。301便は着陸を許可され、592便は誘導路で待機していた。301便が滑走路の端を通過したことを確認し、592便のパイロットは滑走路16に進入し待機した。着陸した301便が滑走路の終端に近づくと管制官は「…誘導路を右折し、121.7で交信せよ（…take taxiway right-call on 121.7）」と伝えた。しかし、301便はその場で右旋回し、滑走路上を592便の方向へ直進し、誘導路Tとの交差点で停止してしまった。
管制官は301便が旋回を終了したことを視認し、592便に離陸許可を出した。301便のパイロットたちは、地上管制官と交信するため、周波数を121.7に切り替えており、592便に離陸許可が出されたことに気付かなかった。しばらくして、301便の機長が着陸灯が接近してくるのに気付き、推力をあげ滑走路から出ようとした。一方、592便のパイロットは離陸速度の131ノット (243 km/h)に達するまで301便に気付かなかった。機長は、離陸を中断するには距離が近すぎると判断し、オーバー・ローテーションに注意しながら離陸を継続した。離陸時に、592便の主脚と胴体中央部の右下側が301便の垂直尾翼上部に衝突した。301便のパイロットは、衝突があったという報告は受けたものの、大きな振動などがなかったため、駐機場へ向かった。592便は衝突により油圧を1系統失ったものの22時16分、滑走路16への緊急着陸に成功した。

## 事故原因
報告書では、301便のパイロットが管制官からの指示を誤解したことが原因とした。また、管制官や592便のパイロットもそれに気付かず衝突を避ける手段を取ることができなかったと述べた。